# Mohammad Nagar, Koppal
Mohammad Nagar là một làng thuộc tehsil Koppal, huyện Koppal, bang Karnataka, Ấn Độ.